# 藤沢町立保呂羽小学校
藤沢町立保呂羽小学校（ふじさわちょうりつ ほろわしょうがっこう）は、岩手県東磐井郡藤沢町（現：一関市）にあった公立小学校。通称「保小（ほしょう）」。

## 概要
学制の発布により1874年に開校し、児童数の減少により2009年をもって閉校した小学校である。校名に「保呂羽」を冠していたのは、この地区一帯を指す「保呂羽」という地名が由来となっている。なお校名は、勅令や設置自治体の変遷などによって6回変更しており、最後の校名「藤沢町立保呂羽小学校」を名乗ったのは1955年のことである。学区は、藤沢町の東部を占める保呂羽地区の全域としていた。
移転は3回している。1984年に現在地へ移転するまでは、保呂羽字二本柳5番地に校舎を構えていた。当地では一時期、進学先の中学校である「藤沢町立保呂羽中学校」を併設していたものの、2代目藤沢中学校への統合により24年間の併設に終わった。跡地には1988年にインテグラン岩手工場が進出したことで、同工場が社屋代わりとした校舎の一部以外は解体された。また、閉校時まで利用していた校舎も後述する要因により現存しない。
校歌は1950年の制定。作詞は菊池知勇、作曲は森るり子。歌は3番まであり、作成時点で学校の背後に聳えていた保呂羽山や、目の前を流れていた雉子川（黄海川）が登場する。

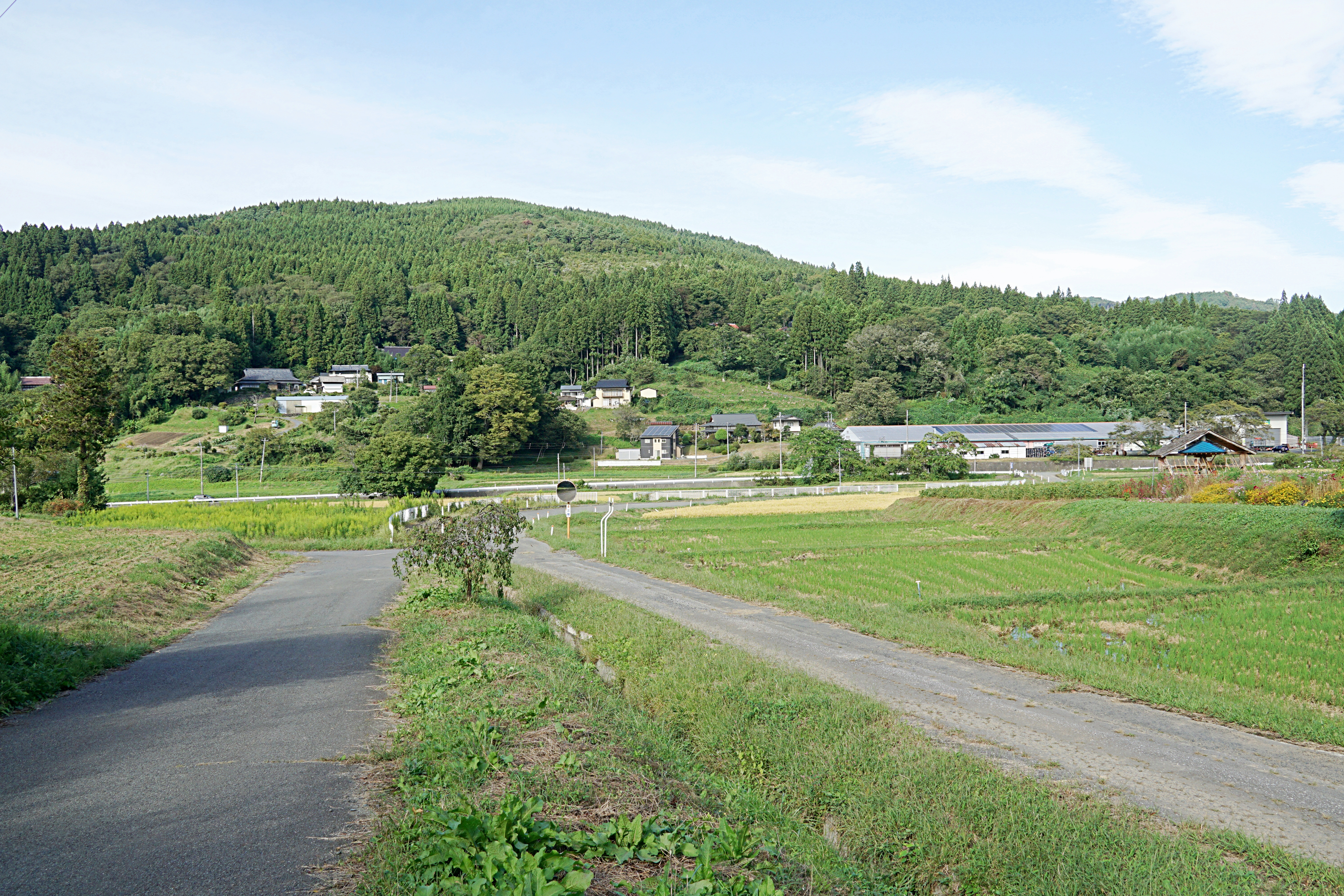
右奥にある旧学校跡地と背後の保呂羽山（2023年9月）

現在地への移転後は藤沢町立保呂羽保育園を併設し、園との幼小連携教育を行っていた。藤沢町が進める連携教育の一環として、当校の校長は保育園の園長を兼務したり、児童は園児と一緒に校庭で遊ぶなどして交流を重ねていた。

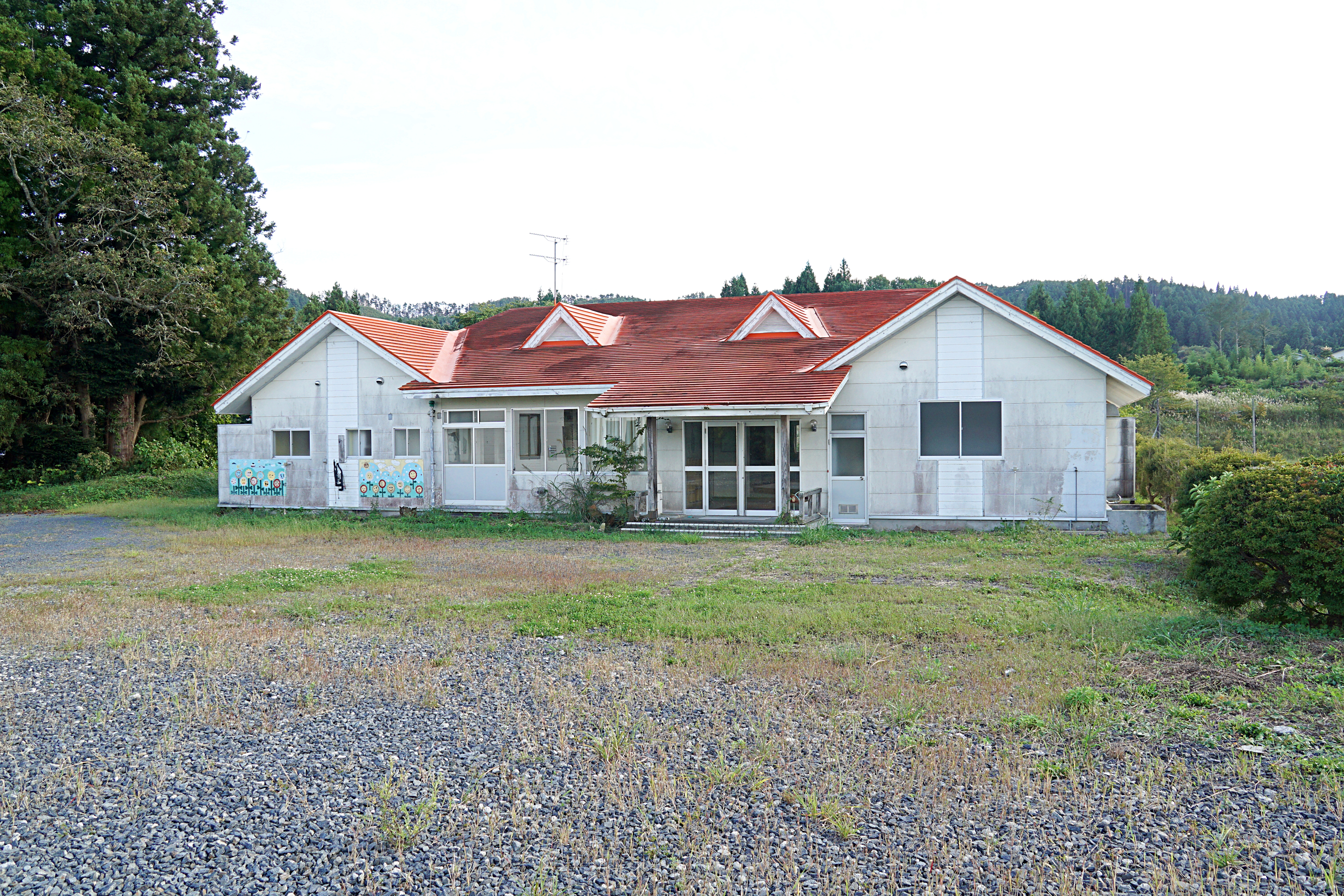
藤沢町立保呂羽保育園（2023年9月）

閉校後、体育館は後述するコミュニティ体育館に転用されている。

## 地区との関わり

### 世代間交流事業
以前より地区民が積極的に学校運営に関わっていたことから、1986年に町教育委員会より「世代間交流事業推進校」の指定を受けたのが発端である。同事業は当初、文部省の国庫補助事業として3年間の期限付きで指定されたものであったが、期限満了以降も事業開始時から連携していた保呂羽地区老人クラブ連合会はもとより、1997年からはPTAなどを巻き込んで保呂羽地区にまつわる様々な事業を展開していた。事業内容は、花で校地内を飾る「美化活動」、近隣の畑を借りて里芋やさつま芋を栽培する「生産活動」、ゲートボール教室・大会を行う「体力づくり活動」のほか、後述する「文化活動」と「伝承活動」の計5活動を通じて世代間の交流を行っていた。

#### 文化活動
同地区では江戸時代より俳句づくりが盛んであったことから、1986年9月に合同俳句教室を開催して以降、精力的に俳句活動を行っていた。合同俳句教室の開催後、再度開催してほしいとの要望が相次いだため、紙の句集「白雉の里」に切り替える形で活動が継続されることになった。その後、同年12月に白雉の里の前身にあたる「白雉沢」を創刊し、児童や老人クラブの会員をはじめとした地区民が詠んだ句がまとめられた。のちにタイトルを白雉の里に改め、年4-5回のペースで発行した。第15号の発行時には合同句集「白雉の里」も創刊し、閉校までに句集は105号、合同句集は5号まで発行した。

#### 伝承活動
同地区における歴史や文化を伝承すべく、保呂羽山神社の思古碑に刻まれた白雉伝説や、かつて地区の各所で掘られていた金に関する伝説（黄金伝説）などを調査したり、同地区で長らく継承されている郷土芸能「打ちばやし」の伝承活動に取り組んでいた。

## 沿革
1874年に保呂羽字宇和田の不退山長徳寺を仮校舎として開校した、公立保呂羽小学校が起源となる。その後、移転すべく保呂羽字二本柳地内に2階建ての校舎を建設していたが、1876年に暴風に見舞われて倒壊した。翌年には村民からの寄付を受けて二本柳5番地に2度目となる校舎が着工し、1879年に落成した。同年12月に校舎へ移転し、児童を2組に編成して収容した。1896年に校地を拡張したのち、1897年には2代目にあたる校舎を落成した。1924年に高等科を、1926年に青年訓練所をそれぞれ併設し、1942年には校旗を制定した。終戦後の1947年には学校教育法が施行され、校名を大津保村立保呂羽小学校へ改称したのと同時に、大津保中学校の保呂羽本校を併設した。1950年から1954年にかけては校歌と校章および新校旗を続けて制定し、1955年には3代目にあたる木造2階建ての校舎と講堂を落成した。中学校閉校後の1975年にはプールを校舎脇に設置し、水泳選手の古橋廣之進を招いて水泳教室を開催した。

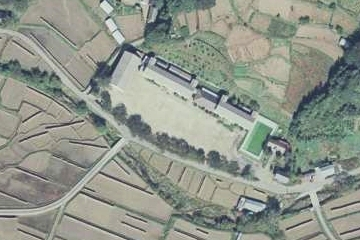
二本柳時代の空中写真（1977年10月）

1984年、地区民の熱意がみのり、新校舎を保呂羽字宇和田の高台（60番地1）に落成し、二度目の移転をした。その後体育館や庭園などを順次設置し、1986年からは先述の世代間交流事業を始めた。
1990年代後半ごろからは、当校含めた藤沢町東部の各校で進行していた少子化や過疎化による児童数の減少と、それに伴って生じた複式学級設置の常態化による教育環境の質が問題視され始めたことを踏まえ、2000年に小学校統合再編計画が打ち出された。当初の計画では、児童数24人で完全複式学級になる2004年度を目途に藤沢小学校（藤沢町藤沢）へ編入統合する予定だったが、地区民や町教育委員会などでの協議の末、統合時期を延期させて別の統合方式をとる計画に変更された。最終的に、2006年度に藤沢小学校へ統合する予定だった大籠小学校、同じく複式学級を有していた徳田小学校、計画当初の統合先・藤沢小学校の計4校が新設統合することで議論がまとまった。
その後は新設校の場所選定や校舎問題などで統合時期が先延ばしとなったものの、2009年4月に新制「藤沢町立藤沢小学校」へ統合された。134年の歴史に幕を閉じ、延べ2,035人の児童を送り出した。また、保呂羽保育園も藤沢保育園への統合により閉園した。
閉校後の2010年には、使用されなくなった各施設を利活用すべく、体育館と校庭がコミュニティ施設として開設された。2011年には東北地方太平洋沖地震が襲い、校舎を中心に大規模な被害をもたらした。校舎に関しては、内部の天井は至る箇所で崩落し、屋根や外壁も剥落するなど著しく損傷したため解体された。体育館に関しては、改修工事を施したうえで引き続き使用されることになった。

### 年表
- 1874年（明治7年）7月 - 「公立保呂羽小学校」として長徳寺に開校[13][31]。
- 1879年（明治12年）
  - 秋 - 保呂羽字二本柳5に校舎を落成[32]。
  - 12月 - 新校舎へ移転[33]。
- 1886年（明治19年） - 第一次小学校令施行に伴い、「保呂羽簡易小学校」に改称[34][1]。
- 1892年（明治25年） - 「保呂羽尋常小学校」に改称[33][1]。
- 1896年（明治29年） - 校地を405.5坪に拡張[33]。
- 1897年（明治30年）5月 - 新校舎を落成[33]。
- 1924年（大正13年）
  - 5月7日 - 高等科を併設し、「保呂羽尋常高等小学校」に改称[33]。
  - 11月 - 平屋建て校舎を増築[33]。
- 1926年（大正15年）7月1日 - 青年訓練所令施行に伴い、保呂羽青年訓練所を併設[35]。
- 1927年（昭和2年）4月 - シドニー・ギューリックより青い目の人形「ミリー」が贈呈される[注 3][37][38][36]。
- 1928年（昭和3年）6月 - 校地を885.12坪に拡張し、平屋建ての雨天体操場（50坪）を落成[34]。
- 1935年（昭和10年）6月 - 青年学校令施行に伴い、大津保村立保呂羽青年学校[39]を併設[34]。
- 1938年（昭和13年） - 雨天体操場を普通教室に改装[34]。
- 1939年（昭和14年） - 校地を拡張[1]。
- 1940年（昭和15年）5月 - 2教室分の平屋建て校舎を増築[16]。
- 1941年（昭和16年）4月 - 国民学校令施行に伴い、「保呂羽国民学校」に改称[16][1]。
- 1942年（昭和17年）11月 - 寄贈された校旗を制定[16]。
- 1943年（昭和18年）4月 - 普通教室に転換した雨天体操場を、再度雨天体操場に改装[16]。
- 1947年（昭和22年）
  - 4月1日 - 学校教育法施行に伴い、「大津保村立保呂羽小学校」に改称[16]。大津保村立大津保中学校（保呂羽本校）を併設[40][7]。
  - 5月 - 講堂（旧称：雨天体操場）の一部を中学校用の教室に改装[16]。
- 1948年（昭和23年） - 父母と教師の会（現：PTA）を発足[1]。
- 1950年（昭和25年）9月2日 - 校歌（作詞：菊池知勇、作曲：森るり子）を制定[41][10]。
- 1951年（昭和26年）9月2日 - 校章を制定[42]。
- 1954年（昭和29年）3月22日 - 同窓会から寄付された新校旗を制定[16][42]。
- 1955年（昭和30年）
  - 4月1日 - 町村合併に伴い、「藤沢町立保呂羽小学校」に改称[1]。
  - 6月 - 新校舎と講堂を落成[16][1]。
  - 8月20日 - 藤沢町立大津保中学校保呂羽分校を併設[43]。
- 1956年（昭和31年）4月1日 - 藤沢町立保呂羽中学校を併設[40]。
- 1958年（昭和33年） - 特別教室棟を落成[17]。
- 1969年（昭和44年）4月1日 - 藤沢町立藤沢中学校保呂羽校舎を併設[41][7]。
- 1974年（昭和49年）4月9日 - 給食を開始[44]。
- 1975年（昭和50年）8月 - プールを落成[17]。
- 1979年（昭和54年）5月 - 勤労体験学習施設を設置[45]。
- 1983年（昭和58年）3月 - 図書室を普通教室に転用し、図書室は視聴覚室と同室になる[45]。
- 1984年（昭和59年）12月 - 保呂羽字宇和田に新校舎を落成し、移転[46][47]。
- 1985年（昭和60年）
  - 6月 - 庭園を設置[46]。
  - 10月 - 体育館を落成。野外ステージを設置[46]。
  - 10月26日 - 落成記念式典および祝賀会を開催[48][49]。
- 1986年（昭和61年）4月 - 藤沢町より世代間交流事業推進校に指定され、世代間交流事業を開始[46][4]。
- 1990年（平成2年）2月 - 学校環境優良校を受賞[31]。
- 1991年（平成3年）8月 - 新プールを落成[46]。
- 1992年（平成4年）12月 - 県歯科医師会より「岩手県よい歯の学校」として表彰[31]。
- 1994年（平成6年）12月 - 県歯科医師会より「岩手県よい歯の学校」として表彰[31]。
- 1998年（平成10年）1月 - 岩手県より「県指定社会福祉協力校」として、県歯科医師会より「岩手県よい歯の学校」としてそれぞれ表彰[46]。
- 2001年（平成13年）3月 - インターネット環境を整備[46]。
- 2004年（平成16年）1月 - 三陸南地震被災に伴う復旧工事を実施[46]。
- 2007年（平成19年）10月 - いわて型コミュニティスクール推進校に指定[1][31]。
- 2009年（平成21年）
  - 3月 - 閉校式と閉校記念碑除幕式を挙行。閉校記念碑を校門付近に設置[1]。
  - 3月31日 - 新制の藤沢町立藤沢小学校への統合に伴い、閉校[2][1]。

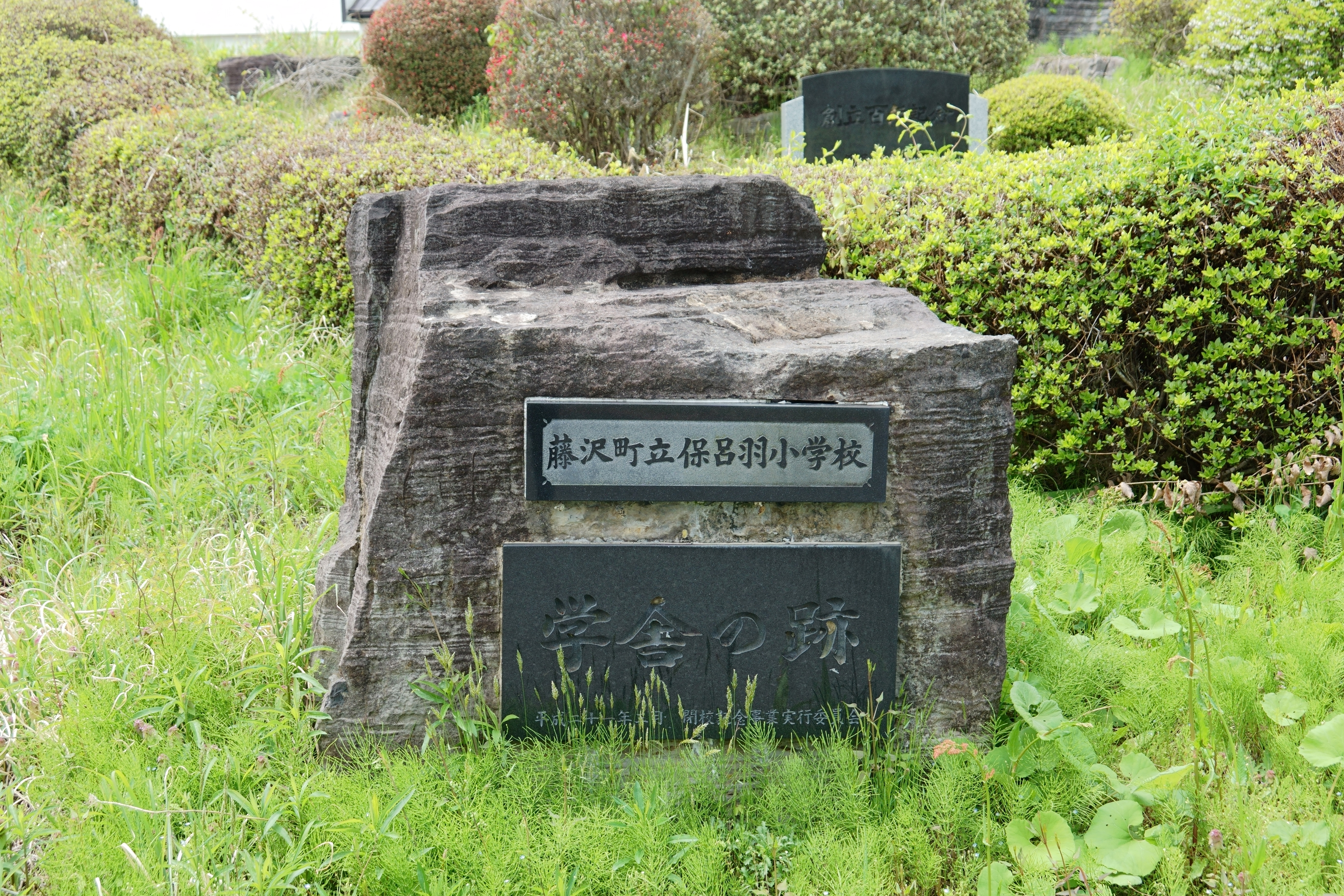
閉校記念碑（2025年5月）

#### 閉校後
- 2010年（平成22年）4月1日 - 体育館を「保呂羽コミュニティ体育館」として開設[29]。
- 2011年（平成23年）3月11日 - 東北地方太平洋沖地震により各所が被災[30]。
- 2011年度（平成23年度） - 校舎を解体[9]。

## 教育目標
2008年度の教育目標。
- たくましい子ども - 気力体力ともにたくましい子どもに
- かしこい子ども - 学ぶよろこびをもち、たしかな学力身につけた子どもに
- 心ゆたかな子ども - 友だちと心をともにすることができ、明るさをもつ子に

## 保呂羽コミュニティ体育館
地域振興と住民福祉の向上を図るべく、2010年にコミュニティ体育館として地区民向けに開設された。開設時から指定管理者制度を導入しており、保呂羽地区自治会協議会が担っている。

2018年1月には、同協議会が地区の歴史を後世へ伝えるべく、「白雉の里伝承館」を開設した。

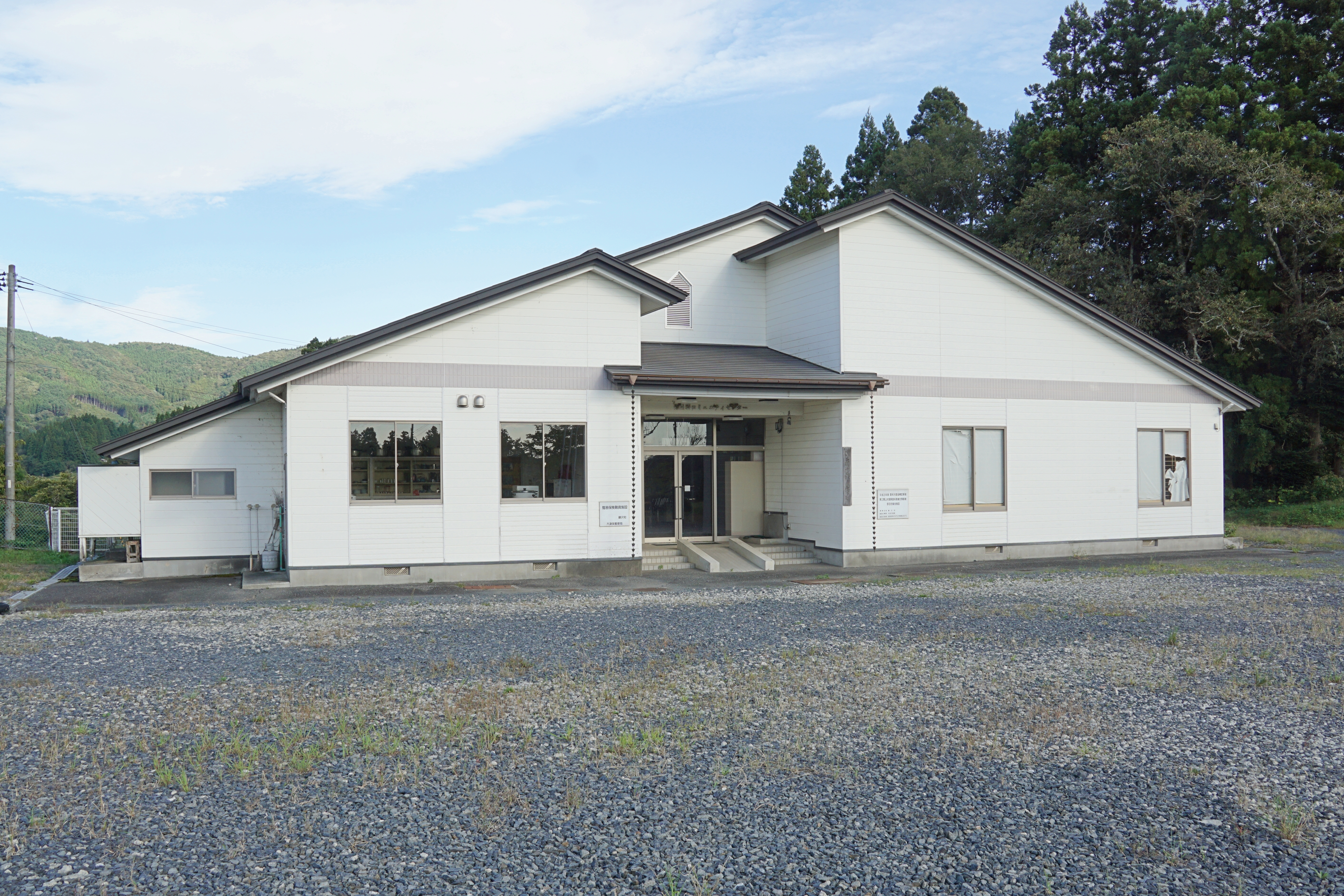
校地内にある同体育館の関連施設「保呂羽コミュニティセンター」（2023年9月）
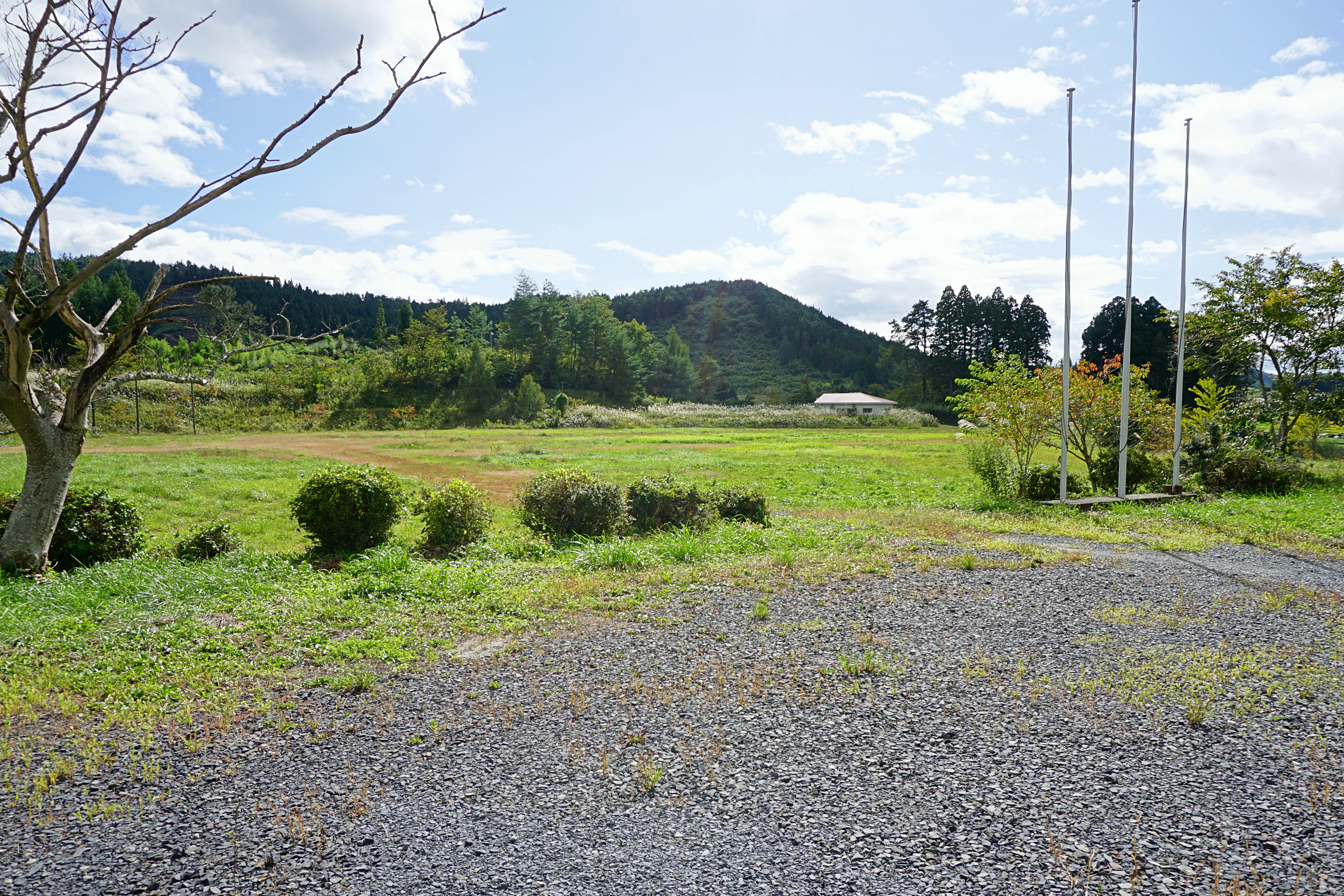
グラウンド（2023年10月）

## 施設概要
主な施設を掲載。

### 移転後
校地は35,034平方メートル。

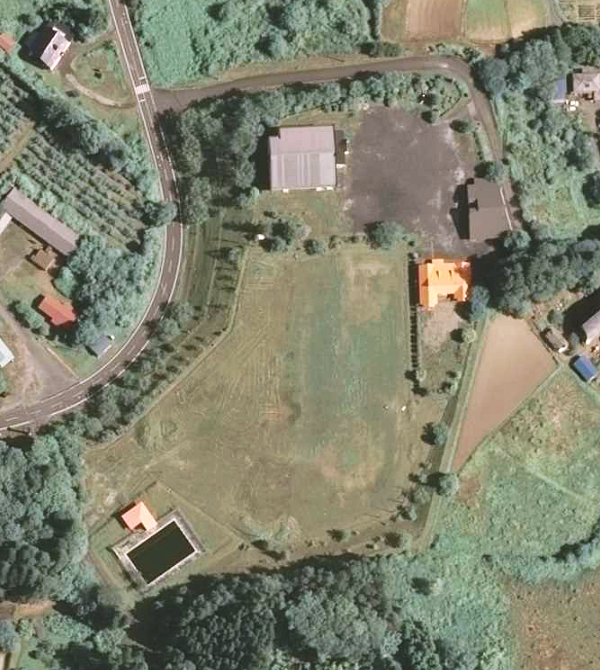
移転後の空中写真（閉校後の2016年撮影）

- 校舎 - 1984年竣工の鉄骨造2階建て[55]。延床面積1,780平方メートル（1階：897.12平方メートル、2階：882.88平方メートル[56]）。設計は盛岡市の高橋勲建築設計事務所が担当し、施工は巴組鐵工所、近江建設など10社以上が手掛けた[48]。特徴的な設備として、町内初となる多目的ホールやワークスペースを設けたり、自然採光が可能な差し掛け屋根などが挙げられる[56][57]。
  - 1階は、中央部に多目的ホールを設け、その南北に各部屋を配置した[56]。多目的ホールは広さ約230平方メートルにおよび、これは普通教室5室分に相当する[56][57]。北側は昇降口や視聴覚室、配膳室などを置き、南側は普通教室3室や職員室など7室を配置。また普通教室の横にはワークスペースを設けた[56]。
  - 2階は、中央部を吹き抜けとし、それを囲むように廊下があった。北側には音楽室や理科室など特別教室を配置し、南側には普通教室3室を東に集め、西に向かって特別活動教室、家庭科室、図書室を配置した[56]。普通教室の横には約80平方メートルのワークスペースを設け、間仕切により2部屋に分割することを可能とした[56][57]。
- 体育館 - 1985年竣工の鉄骨造平屋建て[51]。延床面積650平方メートル（うちアリーナは486平方メートル[49]）[51]。設計は高橋勲建築設計事務所[48]。玄関やトイレ、控室、管理室を設けるなど、学校教育のみならず、地区民への貸し出しも前提とした設計となっている[58]。アリーナはバスケットボールコート1面がとれる広さで、またバレーボールの公式試合が可能な天井高を確保している[59]。
- プール
- 校庭
- 庭園（学校園） - 1985年6月造成[46]。校門そばにあり、閉校記念碑や創立百周年記念碑も置いている[1]。

### 移転前
校地は7,697平方メートルだった。
- 校舎 - 1955年竣工の木造2階建て。延床面積1,361平方メートル。
  - 別棟 - 木造平屋建て。主に特別教室に割り当てていた。
- 体育館（講堂） - 1955年竣工の木造平屋建て。
- プール - 鋼板造。
- 校庭 - 3,649平方メートル。

出典：

## 児童・学級数
1874年度以降の児童数と学級数の推移。1874年度から1877年度、1897年度以降は1997年度を除き毎年度掲載。
開校以降最も多かったのは1959年度の252人で、その後は少子化や過疎化によって減少の一途をたどり、2004年度以降は町内の小中学校では最小の在籍数となっていた。児童数の減少を受けて1975年度からは複式学級が発生した。その後は一旦解消したものの、2001年度に再度発生し、2005年度以降は完全複式学級（3学級編成）に陥っていた。
| 年度                                    | 児童数    | 増減 | 学級数 | 増減 | 出典          | 備考             |
| --------------------------------------- | --------- | ---- | ------ | ---- | ------------- | ---------------- |
| 1874（明治7）年度                       | 約20      |      | 不明   | 不明 | [ 67 ]        | 開校             |
| 1875（明治8）年度                       | 33        |      | 不明   | 不明 | [ 68 ]        |                  |
| 1876（明治9）年度                       | 49        | 16   | 不明   | 不明 | [ 67 ]        |                  |
| 1877（明治10）年度                      | 33        | －16 | 4      |      | [ 69 ]        |                  |
| 1881（明治14）年度                      | 51        | 18   | 不明   | 不明 | [ 70 ]        |                  |
| 1882（明治15）年度                      | 70        | 21   | 不明   | 不明 | [ 67 ]        |                  |
| 1897（明治30）年度                      | 84        | 14   | 不明   | 不明 | [ 71 ]        |                  |
| 1898（明治31）年度                      | 79        | －5  | 不明   | 不明 | [ 71 ]        |                  |
| 1899（明治32）年度                      | 84        | 5    | 不明   | 不明 | [ 71 ]        |                  |
| 1900（明治33）年度                      | 78        | －6  | 不明   | 不明 | [ 71 ]        |                  |
| 1901（明治34）年度                      | 112       | 34   | 不明   | 不明 | [ 71 ]        |                  |
| 1902（明治35）年度                      | 99        | －13 | 不明   | 不明 | [ 71 ]        |                  |
| 1903（明治36）年度                      | 88        | －11 | 不明   | 不明 | [ 71 ]        |                  |
| 1904（明治37）年度                      | 86        | －2  | 不明   | 不明 | [ 71 ]        |                  |
| 1905（明治38）年度                      | 80        | －6  | 不明   | 不明 | [ 71 ]        |                  |
| 1906（明治39）年度                      | 79        | －1  | 不明   | 不明 | [ 71 ]        |                  |
| 1907（明治40）年度                      | 83        | 4    | 不明   | 不明 | [ 71 ]        |                  |
| 1908（明治41）年度                      | 81        | －2  | 不明   | 不明 | [ 71 ]        |                  |
| 1909（明治42）年度                      | 102       | 21   | 不明   | 不明 | [ 71 ]        |                  |
| 1910（明治43）年度                      | 119       | 17   | 4      |      | [ 71 ] [ 72 ] |                  |
| 1911（明治44）年度                      | 106       | －13 |        |      | [ 71 ]        |                  |
| 1912（明治45）年度                      | 118       | 12   |        |      | [ 71 ]        |                  |
| 1913（大正2）年度                       | 116       | －2  |        |      | [ 71 ]        |                  |
| 1914（大正3）年度                       | 117       | 1    |        |      | [ 71 ]        |                  |
| 1915（大正4）年度                       | 132       | 15   |        |      | [ 71 ]        |                  |
| 1916（大正5）年度                       | 137       | 5    |        |      | [ 71 ]        |                  |
| 1917（大正6）年度                       | 146       | 9    |        |      | [ 71 ]        |                  |
| 1918（大正7）年度                       | 144       | －2  | 4      |      | [ 71 ] [ 73 ] |                  |
| 1919（大正8）年度                       | 147       | 3    |        |      | [ 71 ]        |                  |
| 1920（大正9）年度                       | 167       | 20   |        |      | [ 71 ]        |                  |
| 1921（大正10）年度                      | 133       | －34 |        |      | [ 71 ]        |                  |
| 1922（大正11）年度                      | 130       | －3  | 4      |      | [ 71 ] [ 74 ] |                  |
| 1923（大正12）年度                      | 142       | 12   |        |      | [ 71 ]        |                  |
| 1924（大正13）年度                      | 143       | 1    | 4（1） |      | [ 75 ]        | 高等科開設       |
| 1925（大正14）年度                      | 180（25） | 37   | 4（1） | 0    | [ 76 ]        |                  |
| 1926（大正15）年度                      | 182（30） | 2    | 5（1） | 1    | [ 76 ]        | 青年訓練所併設   |
| 1927（昭和2）年度                       | 186（24） | 4    | 5（1） | 0    | [ 77 ]        |                  |
| 1928（昭和3）年度                       | 182（23） | －4  | 5（1） | 0    | [ 77 ]        |                  |
| 1929（昭和4）年度                       | 197（42） | 15   | 5（1） | 0    | [ 77 ]        |                  |
| 1930（昭和5）年度                       | 212（40） | 15   | 5（1） | 0    | [ 77 ]        |                  |
| 1931（昭和6）年度                       | 209（36） | －3  | 5（1） | 0    | [ 78 ]        |                  |
| 1932（昭和7）年度                       | 226（41） | 17   | 5（1） | 0    | [ 78 ]        |                  |
| 1933（昭和8）年度                       | 230（40） | 4    | 5（1） | 0    | [ 78 ]        |                  |
| 1934（昭和9）年度                       | 242（43） | 12   | 6（1） | 1    | [ 79 ]        |                  |
| 1935（昭和10）年度                      | 248（37） | 6    | 6（1） | 0    | [ 79 ]        | 青年学校併設     |
| 1936（昭和11）年度                      | 254（47） | 6    | 6（1） | 0    | [ 79 ]        |                  |
| 1937（昭和12）年度                      | 247（48） | －7  | 7（1） | 1    | [ 79 ]        |                  |
| 1938（昭和13）年度                      | 245（48） | －2  | 7（1） | 0    | [ 79 ]        |                  |
| 1939（昭和14）年度                      | 251（55） | 6    | 8（2） | 1    | [ 79 ]        | 全学年単学級化   |
| 1940（昭和15）年度                      | 246（54） | －5  | 8（2） | 0    | [ 79 ]        |                  |
| 1941（昭和16）年度                      | 231（46） | －15 | 8（2） | 0    | [ 79 ]        |                  |
| 1942（昭和17）年度                      | 238（52） | 7    | 8（2） | 0    | [ 79 ]        |                  |
| 1943（昭和18）年度                      | 242（51） | 4    | 8（2） | 0    | [ 79 ]        |                  |
| 1944（昭和19）年度                      | 246（62） | 4    | 8（2） | 0    | [ 80 ]        |                  |
| 1945（昭和20）年度                      | 252（73） | 6    | 8（2） | 0    | [ 80 ]        |                  |
| 1946（昭和21）年度                      | 250（66） | －2  | 8（2） | 0    | [ 80 ]        |                  |
| 1947（昭和22）年度                      | 186       | －64 |        |      | [ 80 ]        | 6・3制施行       |
| 1948（昭和23）年度                      | 187       | 1    |        |      | [ 80 ]        |                  |
| 1949（昭和24）年度                      | 184       | －3  | 6      |      | [ 81 ] [ 82 ] |                  |
| 1950（昭和25）年度                      | 173       | －11 |        |      | [ 81 ]        |                  |
| 1951（昭和26）年度                      | 177       | 4    | 6      |      | [ 81 ] [ 83 ] |                  |
| 1952（昭和27）年度                      | 176       | －1  | 6      | 0    | [ 81 ] [ 84 ] |                  |
| 1953（昭和28）年度                      | 171       | －5  | 6      | 0    | [ 81 ] [ 85 ] |                  |
| 1954（昭和29）年度                      | 182       | 11   | 6      | 0    | [ 86 ]        |                  |
| 1955（昭和30）年度                      | 207       | 25   | 6      | 0    | [ 81 ] [ 87 ] |                  |
| 1956（昭和31）年度                      | 229       | 22   | 6      | 0    | [ 88 ]        |                  |
| 1957（昭和32）年度                      | 236       | 7    | 6      | 0    | [ 81 ] [ 89 ] |                  |
| 1958（昭和33）年度                      | 243       | 7    | 6      | 0    | [ 90 ]        |                  |
| 1959（昭和34）年度                      | 252       | 9    | 6      | 0    | [ 91 ]        |                  |
| 1960（昭和35）年度                      | 249       | －3  | 6      | 0    | [ 92 ]        |                  |
| 1961（昭和36）年度                      | 241       | －8  | 6      | 0    | [ 93 ]        |                  |
| 1962（昭和37）年度                      | 238       | －3  | 6      | 0    | [ 94 ]        |                  |
| 1963（昭和38）年度                      | 226       | －12 | 6      | 0    | [ 95 ]        |                  |
| 1964（昭和39）年度                      | 212       | －14 | 6      | 0    | [ 96 ]        |                  |
| 1965（昭和40）年度                      | 212       | 0    | 6      | 0    | [ 97 ]        |                  |
| 1966（昭和41）年度                      | 195       | －17 | 6      | 0    | [ 98 ]        |                  |
| 1967（昭和42）年度                      | 177       | －18 | 6      | 0    | [ 99 ]        |                  |
| 1968（昭和43）年度                      | 150       | －27 | 6      | 0    | [ 100 ]       |                  |
| 1969（昭和44）年度                      | 133       | －17 | 6      | 0    | [ 101 ]       |                  |
| 1970（昭和45）年度                      | 121       | －12 | 6      | 0    | [ 102 ]       |                  |
| 1971（昭和46）年度                      | 96        | －25 | 6      | 0    | [ 103 ]       |                  |
| 1972（昭和47）年度                      | 83        | －13 | 6      | 0    | [ 104 ]       |                  |
| 1973（昭和48）年度                      | 78        | －5  | 6      | 0    | [ 105 ]       |                  |
| 1974（昭和49）年度                      | 63        | －15 | 6      | 0    | [ 106 ]       |                  |
| 1975（昭和50）年度                      | 62        | －1  | 5      | －1  | [ 107 ]       | 複式学級発生     |
| 1976（昭和51）年度                      | 58        | －4  | 5      | 0    | [ 108 ]       |                  |
| 1977（昭和52）年度                      | 59        | 1    | 5      | 0    | [ 109 ]       |                  |
| 1978（昭和53）年度                      | 61        | 2    | 5      | 0    | [ 110 ]       |                  |
| 1979（昭和54）年度                      | 63        | 2    | 4      | －1  | [ 111 ]       |                  |
| 1980（昭和55）年度                      | 68        | 5    | 5      | 1    | [ 112 ]       |                  |
| 1981（昭和56）年度                      | 71        | 3    | 5      | 0    | [ 113 ]       |                  |
| 1982（昭和57）年度                      | 68        | －3  | 5      | 0    | [ 114 ]       |                  |
| 1983（昭和58）年度                      | 70        | 2    | 6      | 1    | [ 115 ]       | 複式学級解消     |
| 1984（昭和59）年度                      | 79        | 9    | 6      | 0    | [ 6 ]         |                  |
| 1985（昭和60）年度                      | 78        | －1  | 6      | 0    | [ 116 ]       |                  |
| 1986（昭和61）年度                      | 80        | 2    | 6      | 0    | [ 117 ]       |                  |
| 1987（昭和62）年度                      | 78        | －2  | 6      | 0    | [ 118 ]       |                  |
| 1988（昭和63）年度                      | 77        | 0    | 6      | 0    | [ 119 ]       |                  |
| 1989（平成元）年度                      | 76        | －1  | 6      | 0    | [ 120 ]       |                  |
| 1990（平成2）年度                       | 79        | 3    | 6      | 0    | [ 121 ]       |                  |
| 1991（平成3）年度                       | 77        | －2  | 6      | 0    | [ 122 ]       |                  |
| 1992（平成4）年度                       | 81        | 4    | 6      | 0    | [ 123 ]       |                  |
| 1993（平成5）年度                       | 77        | －4  | 6      | 0    | [ 124 ]       |                  |
| 1994（平成6）年度                       | 88        | 11   | 6      | 0    | [ 125 ]       |                  |
| 1995（平成7）年度                       | 87        | －1  | 6      | 0    | [ 126 ]       |                  |
| 1996（平成8）年度                       | 77        | －10 | 6      | 0    | [ 127 ]       |                  |
| 1998（平成10）年度                      | 69        | －8  | 6      | 0    | [ 128 ]       |                  |
| 1999（平成11）年度                      | 64        | －5  | 6      | 0    | [ 129 ]       |                  |
| 2000（平成12）年度                      | 55        | －9  | 6      | 0    | [ 130 ]       |                  |
| 2001（平成13）年度                      | 46        | －9  | 5      | －1  | [ 131 ]       | 複式学級発生     |
| 2002（平成14）年度                      | 41        | －5  | 4      | －1  | [ 132 ]       |                  |
| 2003（平成15）年度                      | 40        | －1  | 4      | 0    | [ 133 ]       |                  |
| 2004（平成16）年度                      | 30        | －10 | 4      | 0    | [ 61 ]        |                  |
| 2005（平成17）年度                      | 30        | 0    | 3      | －1  | [ 62 ]        |                  |
| 2006（平成18）年度                      | 26        | －4  | 3      | 0    | [ 63 ]        |                  |
| 2007（平成19）年度                      | 27        | 1    | 3      | 0    | [ 64 ]        |                  |
| 2008（平成20）年度                      | 21        | －6  | 3      | 0    | [ 65 ]        | 新入生なし、閉校 |
| ※学級数内の括弧は高等科の学級数（内数） |           |      |        |      |               |                  |

## 学区
- 東磐井郡藤沢町（現：一関市）
  - 保呂羽

出典：

## 進学先の中学校
公立中学校の場合。
- 藤沢町立大津保中学校（藤沢町保呂羽） - 1947年度から1955年度[40]
- 藤沢町立保呂羽中学校（藤沢町保呂羽） - 1956年度から1968年度[134]
- 藤沢町立藤沢中学校保呂羽校舎（藤沢町保呂羽） - 1969年度から1971年度[7]
- 藤沢町立藤沢中学校（藤沢町藤沢） - 1972年度[注 4]以降[134]

## アクセス
県道295号沿い、保呂羽字宇和田の高台に位置している。

### バス
- 「保呂羽」停留所（一関市営バス）から徒歩で約7分

### 自動車
- 藤沢地区の中心部から、県道295号経由で約5分
- 国道346号・県道295号のT字路交差点（大籠簡易郵便局前）から、県道295号経由で約10分

## 周辺
- 保呂羽コミュニティセンター
- 長徳寺
- 保呂羽郵便局